# Lijst van beschermd erfgoed in Stavelot
Onderstaande tabel geeft een overzicht van de beschermde erfgoederen in de gemeente Stavelot. Het beschermd erfgoed maakt deel uit van het cultureel erfgoed in België.
| Object | Bouwjaar/architect | Deelgemeente    | Adres                                                      | Coördinaten                   | Nummer?                | Afbeelding |
| --- | ------------------ | --------------- | ---------------------------------------------------------- | ----------------------------- | ---------------------- | --- |
| Monumentale fontein |                    |                 | place Saint Remacle                                        | 50° 23' 41" NB, 5° 55' 48" OL | 63073-CLT-0001-01 Info | Monumentale fontein |
| Meanders van de Amblève |                    |                 |                                                            | 50° 23' 36" NB, 5° 56' 54" OL | 63073-CLT-0002-01 Info | |
| Abdij: hoofdgebouw, het gebouw van de zeventiende eeuw, met voorgebouw van de museumvleugel van de 17e eeuw, Arvo of monumentale sluippoort, vleugel van 1714, de kerktoren met de grote toren (17e eeuw) met uitzicht op het perceel, groot kerktoren van de 16e eeuw, hoekpand (museum), vleugel van de 17e-eeuws, oostelijke vleugel van het Hospice en de oude kelders, zuidelijke vleugel van de abdij of grote eetkamer |                    |                 |                                                            | 50° 23' 36" NB, 5° 55' 55" OL | 63073-CLT-0003-01 Info | Abdij: hoofdgebouw, het gebouw van de zeventiende eeuw, met voorgebouw van de museumvleugel van de 17e eeuw, Arvo of monumentale sluippoort, vleugel van 1714, de kerktoren met de grote toren (17e eeuw) met uitzicht op het perceel, groot kerktoren van de 16e eeuw, hoekpand (museum), vleugel van de 17e-eeuws, oostelijke vleugel van het Hospice en de oude kelders, zuidelijke vleugel van de abdij of grote eetkamer |
| Alle overblijfselen van de abdijkerk van Stavelot en oprichting van een beschermingszone |                    |                 |                                                            | 50° 23' 38" NB, 5° 55' 53" OL | 63073-CLT-0004-01 Info | Alle overblijfselen van de abdijkerk van Stavelot en oprichting van een beschermingszone |
| Kapel Sainte-Lucie |                    | Parfondruy      | Route de Coo                                               | 50° 23' 23" NB, 5° 54' 51" OL | 63073-CLT-0006-01 Info | Kapel Sainte-Lucie |
| Huis genaamd "Maison Briska": gevels en daken |                    |                 | rue des Ecoles, n° 13                                      | 50° 23' 46" NB, 5° 55' 47" OL | 63073-CLT-0007-01 Info | Huis genaamd "Maison Briska": gevels en daken |
| Orgels van de kerk Saint-Sébastien |                    |                 |                                                            | 50° 23' 39" NB, 5° 55' 45" OL | 63073-CLT-0009-01 Info | Orgels van de kerk Saint-Sébastien |
| Ensemble van de place St-Remacle, de gevels en daken van de gebouwen die er aan grenzen |                    |                 |                                                            | 50° 23' 41" NB, 5° 55' 50" OL | 63073-CLT-0010-01 Info | Ensemble van de place St-Remacle, de gevels en daken van de gebouwen die er aan grenzen |
| Kapel Saint-Laurent |                    |                 | Rue des Iles                                               | 50° 23' 31" NB, 5° 55' 58" OL | 63073-CLT-0011-01 Info | Kapel Saint-Laurent |
| Huis |                    |                 | Rue Haute n° 16                                            | 50° 23' 44" NB, 5° 55' 51" OL | 63073-CLT-0012-01 Info | Huis |
| Huis |                    |                 | Rue de Spa n° 6, tegenwoordig rue Devant les Capucins n° 6 | 50° 23' 44" NB, 5° 55' 53" OL | 63073-CLT-0013-01 Info | Huis |
| Huis |                    |                 | rue de Spa n°4, tegenwoordig rue Devant les Capucins n° 4  | 50° 23' 44" NB, 5° 55' 53" OL | 63073-CLT-0014-01 Info | Huis |
| Huis |                    |                 | rue de Spa n°1, tegenwoordig rue Devant les Capucins n° 1  | 50° 23' 44" NB, 5° 55' 53" OL | 63073-CLT-0015-01 Info | |
| Huis: gevels en daken |                    |                 | hameau de Challes n° 2                                     | 50° 23' 39" NB, 5° 56' 56" OL | 63073-CLT-0019-01 Info | |
| Huis: gevels en daken, uitgezonderd het tuinhuisje |                    |                 | rue des Ecoles n° 11                                       | 50° 23' 46" NB, 5° 55' 47" OL | 63073-CLT-0020-01 Info | Huis: gevels en daken, uitgezonderd het tuinhuisje |
| Huis: gevels en daken |                    |                 | Rue Vinâve n° 2                                            | 50° 23' 38" NB, 5° 55' 47" OL | 63073-CLT-0021-01 Info | Huis: gevels en daken |
| Huis: gevels en daken |                    |                 | Rue Vinâve n° 6                                            | 50° 23' 38" NB, 5° 55' 47" OL | 63073-CLT-0022-01 Info | Huis: gevels en daken |
| Huis: gevels en daken |                    |                 | Rue Vinâve n° 8                                            | 50° 23' 39" NB, 5° 55' 47" OL | 63073-CLT-0023-01 Info | |
| Gevels en daken van het gebouw |                    |                 | rue Vinâve n° 10-12                                        | 50° 23' 39" NB, 5° 55' 47" OL | 63073-CLT-0024-01 Info | Gevels en daken van het gebouw |
| Het buffet van het orgel en drie altaren van het Institut Saint-Remacle |                    |                 | avenue Ferdinand Nicolay n° 27                             | 50° 23' 44" NB, 5° 55' 56" OL | 63073-CLT-0025-01 Info | |
| Fontein Nicolay en het ensemble van de fontein en de kapel Saint Roch |                    |                 | rue Neuve                                                  | 50° 23' 33" NB, 5° 55' 35" OL | 63073-CLT-0026-01 Info | |
| Huis: gevels en daken |                    |                 | rue du Vinâve n° 4                                         | 50° 23' 38" NB, 5° 55' 47" OL | 63073-CLT-0027-01 Info | Huis: gevels en daken |
| Gebouw: gevels en daken |                    |                 | rue Haute n° 18                                            | 50° 23' 44" NB, 5° 55' 52" OL | 63073-CLT-0029-01 Info | Gebouw: gevels en daken |
| Gebouw: gevels en daken |                    |                 | rue Haute n° 14                                            | 50° 23' 44" NB, 5° 55' 51" OL | 63073-CLT-0030-01 Info | Gebouw: gevels en daken |
| Gebouw: gevels en daken, uitgezonderd het bijgebouw |                    |                 | rue Haute n° 23                                            | 50° 23' 45" NB, 5° 55' 52" OL | 63073-CLT-0031-01 Info | Gebouw: gevels en daken, uitgezonderd het bijgebouw |
| Gebouw: gevels en daken |                    |                 | rue de Spa n°3, tegenwoordig rue Devant les Capucins n° 3  | 50° 23' 44" NB, 5° 55' 53" OL | 63073-CLT-0032-01 Info | |
| Gebouw: gevels en daken |                    |                 | rue Haute , n° 19                                          | 50° 23' 45" NB, 5° 55' 51" OL | 63073-CLT-0033-01 Info | Gebouw: gevels en daken |
| Fontein in de hoek van de straten rue Haute en rue du Bac |                    |                 | rue Haute en rue du Bac                                    | 50° 23' 45" NB, 5° 55' 51" OL | 63073-CLT-0034-01 Info | Fontein in de hoek van de straten rue Haute en rue du Bac |
| Gebouw: gevels en daken |                    |                 | rue Haute , n° 24                                          | 50° 23' 45" NB, 5° 55' 53" OL | 63073-CLT-0035-01 Info | Gebouw: gevels en daken |
| Gebouw: gevels en daken, uitgezonderd het bijgebouw aan de achterzijde |                    |                 | rue Haute , n° 20                                          | 50° 23' 44" NB, 5° 55' 52" OL | 63073-CLT-0036-01 Info | Gebouw: gevels en daken, uitgezonderd het bijgebouw aan de achterzijde |
| Gebouw: gevels en daken |                    |                 | rue Haute , n° 21                                          | 50° 23' 45" NB, 5° 55' 51" OL | 63073-CLT-0037-01 Info | Gebouw: gevels en daken |
| Looierij, uitgezonderd kleine aanbouw |                    |                 | Rue du Vieux Château n° 1                                  | 50° 23' 30" NB, 5° 55' 59" OL | 63073-CLT-0038-01 Info | Looierij, uitgezonderd kleine aanbouw |
| Voorgevel, achtergevel en daken van het hoofdgebouw |                    |                 | Rue Général Jacques n° 3                                   | 50° 23' 39" NB, 5° 55' 49" OL | 63073-CLT-0039-01 Info | Voorgevel, achtergevel en daken van het hoofdgebouw |
| Gevels en daken van het gebouw |                    |                 | Rue Général Jacques n°1                                    | 50° 23' 39" NB, 5° 55' 49" OL | 63073-CLT-0040-01 Info | Gevels en daken van het gebouw |
| Fontein op de hoek van de rue de la Fontaine en rue Général Jacques |                    |                 |                                                            | 50° 23' 40" NB, 5° 55' 48" OL | 63073-CLT-0041-01 Info | Fontein op de hoek van de rue de la Fontaine en rue Général Jacques |
| Gebouw: gevels en daken, waaronder de aanbouw |                    |                 | rue Haute n° 17                                            | 50° 23' 45" NB, 5° 55' 51" OL | 63073-CLT-0042-01 Info | Gebouw: gevels en daken, waaronder de aanbouw |
| Fontein |                    |                 | rue Bas-Vinâve                                             | 50° 23' 39" NB, 5° 55' 46" OL | 63073-CLT-0043-01 Info | Fontein |
| Exterieur noordvleugel van het oude Capucijnerklooster |                    |                 |                                                            | 50° 23' 45" NB, 5° 55' 54" OL | 63073-CLT-0045-01 Info | Exterieur noordvleugel van het oude Capucijnerklooster |
| Voorgevel en deel van het dak van het gebouw |                    |                 | Place Saint-Remacle n° 17                                  | 50° 23' 43" NB, 5° 55' 47" OL | 63073-CLT-0046-01 Info | Voorgevel en deel van het dak van het gebouw |
| Huis genaamd "maison Susleau": gevels en daken, bekleding, omliggende muur grenzend aan ruelle Delbrouck |                    |                 | rue Chaumont, n° 1                                         | 50° 23' 42" NB, 5° 55' 45" OL | 63073-CLT-0047-01 Info | Huis genaamd "maison Susleau": gevels en daken, bekleding, omliggende muur grenzend aan ruelle Delbrouck |
| Gebouw: gevels, puntgevels en dak |                    |                 | Francheville, n° 11                                        | 50° 21' 59" NB, 6° 0' 39" OL  | 63073-CLT-0049-01 Info | |
| Huis: gevels, puntgevels en daken |                    | Ster (Stavelot) | Ster, n° 12                                                | 50° 23' 34" NB, 5° 53' 59" OL | 63073-CLT-0050-01 Info | Huis: gevels, puntgevels en daken |
| Ensemble van de stroom "Noir Rû" en diens omgeving en instelling beschermingszone |                    |                 |                                                            | 50° 21' 2" NB, 5° 59' 47" OL  | 63073-CLT-0052-01 Info | Ensemble van de stroom "Noir Rû" en diens omgeving en instelling beschermingszone |
| Vijvers van Stavelot en instelling beschermingszone |                    |                 |                                                            | 50° 23' 25" NB, 5° 55' 42" OL | 63073-CLT-0054-01 Info | Vijvers van Stavelot en instelling beschermingszone |
| Gevels, puntgevels, daken en structurele elementen (palen, liggers, etc) van het interieurframe van het huis en instelling beschermingszone rondom |                    |                 | rue de Chaumont n° 3                                       | 50° 23' 42" NB, 5° 55' 45" OL | 63073-CLT-0055-01 Info | Gevels, puntgevels, daken en structurele elementen (palen, liggers, etc) van het interieurframe van het huis en instelling beschermingszone rondom |
| De rots van Warche en instelling beschermingszone |                    |                 |                                                            | 50° 23' 16" NB, 5° 59' 4" OL  | 63073-CLT-0056-01 Info | De rots van Warche en instelling beschermingszone |
| Gebouw: gevels en daken |                    |                 | rue de Spa n°8, tegenwoordig rue Devant les Capucins n° 8  | 50° 23' 44" NB, 5° 55' 53" OL | 63073-CLT-0057-01 Info | Gebouw: gevels en daken |
| Gevels en daken van huis "Chaumont", evenals bepaalde delen van het interieur, op de begane grond de eetkamer en de lobby, waaronder het trappenhuis, en op de eerste verdieping de grote salon en de open haard in het kantoor, evenals het stucwerk van de mantel van de schoorsteen van de badkamer. |                    |                 | rue Chaumont n°5, Stavelot                                 | 50° 23' 43" NB, 5° 55' 44" OL | 63073-CLT-0058-01 Info | Gevels en daken van huis "Chaumont", evenals bepaalde delen van het interieur, op de begane grond de eetkamer en de lobby, waaronder het trappenhuis, en op de eerste verdieping de grote salon en de open haard in het kantoor, evenals het stucwerk van de mantel van de schoorsteen van de badkamer. |
| Historische en archeologische site van de oude abdijkerk |                    |                 |                                                            | 50° 23' 36" NB, 5° 55' 55" OL | 63073-PEX-0001-01 Info | |
| Historische site van de oude abdijkerk |                    |                 |                                                            | 50° 23' 38" NB, 5° 55' 53" OL | 63073-PEX-0002-01 Info | |